# لاسه شونه
لاسه شونه (بالدنماركية: Lasse Schöne)‏ (بالدنماركية: Lasse Schøne) (مواليد 27 مايو 1986 في غلوستروب، الدنمارك) لاعب كرة قدم دنماركي يجيد اللعب في خط الوسط ويلعب حاليا في نادي جنوى الإيطالي قادما من أياكس أمستردام الهولندي .

## روابط خارجية
- لاسه شونه على موقع الاتحاد الدولي (مؤرشف)  (الإنجليزية)
- لاسه شونه على موقع الاتحاد الأوربي (الإنجليزية)
- لاسه شونه على موقع قاعدة بيانات كرة القدم.إي يو (الإنجليزية)
- لاسه شونه على موقع ليكيب (الفرنسية)
- لاسه شونه على موقع ناشيونال فوتبول تيمز (الإنجليزية)
- لاسه شونه على موقع Soccerbase.com (لاعب) (الإنجليزية)
- لاسه شونه على موقع Soccerway.com (الإنجليزية)
- لاسه شونه على موقع عالم كرة القدم.نت (الإنجليزية)
- لاسه شونه على موقع AS.com (الإسبانية)